# Scholtès
Scholtès è stata un'azienda francese produttrice di elettrodomestici.

## Storia
Fondata nel 1922 come Eugène Scholtès SA, da Eugène Scholtès a Manom, cittadina nel dipartimento della Mosella vicino Thionville.
Il marchio Scholtès si fa conoscere subito lanciando nel 1923 una stufa in acciaio smaltato, il primo in assoluto di produzione francese, che riscuote un successo immediato. L'apparecchio è stato un'invenzione dello stesso fondatore, e nel 1934, Scholtès accresce il proprio prestigio con la realizzazione del primo fornello elettrico, che ha avuto all'epoca un successo maggiore. Diventa così il maggior produttore francese del settore.
L'azienda francese prosegue la propria evoluzione nel corso del secondo dopoguerra, quando nel 1962 è la prima in assoluto a presentare una gamma completa di elettrodomestici, mentre nel 1969 è la prima in Europa a lanciare il primo forno pirolitico. Altre innovazioni di Scholtès sono state anche quelle del piano cottura del 1974, e la cottura a induzione del 1979.
Nel 1989 la società conta 600 dipendenti e realizza un fatturato di 441 milioni di franchi (93,4 miliardi di lire di allora), e l'anno dopo viene rilevata dalla Merloni Elettrodomestici che prende possesso dell'82% delle azioni. Sotto la proprietà del gruppo italiano, saranno prodotti negli altri stabilimenti del gruppo, anche frigoriferi, cappe e lavastoviglie a marchio Scholtes.
Il marchio Scholtès fa il suo debutto nel mercato italiano soltanto nel 2002.
Nel 2005, il gruppo italiano, divenuto Indesit Company, decide di chiudere lo storico stabilimento di Manom e di licenziare i 160 lavoratori rimasti, dopo numerosi esuberi iniziati nel 2003, e di trasferire la produzione a marchio Scholtès in Polonia e Italia.
Il marchio diventa di proprietà della Whirlpool in seguito all'acquisizione del 2013. Nel maggio 2017, Whirlpool rivende il marchio Scholtès all'impresa francese Admea, che dal 1º gennaio 2019 ha assunto il nome Schneider Consumer Group.